# Liste der Steinkreuze im Landkreis Fürth
Diese sortierbare Liste enthält Steinkreuze (Sühnekreuze, Kreuzsteine etc.) des mittelfränkischen Landkreises Fürth in Bayern. Die Liste ist möglicherweise unvollständig.

## Liste bekannter Steinkreuze
| Bild           | Objekt                                 | Kurzbeschreibung | Material  | Abmessungen Höhe:Breite:Dicke | Entstehung          | BLfD-Referenz | Gemeinde/Stadt                   | Koordinaten                      | Bemerkung                                                       |
| -------------- | -------------------------------------- | --- | --------- | ----------------------------- | ------------------- | ------------- | -------------------------------- | -------------------------------- | --------------------------------------------------------------- |
| weitere Bilder | Steinkreuz in Roßendorf (1)            | Steinkreuz, 2018 zerstört. siehe auch: Sühnekreuze.de                                                                     | Sandstein |                               | Spätmittelalterlich | D-5-73-114-58 | Cadolzburg / Roßendorf           | 49° 28′ 26,9″ N, 10° 49′ 48,5″ O | Wird möglicherweise aus der Denkmalliste gestrichen (Mai 2018). |
| weitere Bilder | Steinkreuz in Roßendorf (1)            | Steinkreuz. siehe auch: Sühnekreuze.de                                                                                    | Sandstein | 54:32:28                      | Spätmittelalterlich | D-5-73-114-59 | Cadolzburg / Roßendorf           | 49° 28′ 26,9″ N, 10° 49′ 48,5″ O |                                                                 |
| weitere Bilder | Steinkreuz bei Oberreichenbach         | Sandsteinkreuz auf Sockelplatte. siehe auch: Sühnekreuze.de                                                               | Sandstein |                               | Spätmittelalterlich | D-5-73-115-23 | Großhabersdorf / Oberreichenbach | 49° 25′ 56,6″ N, 10° 45′ 44,6″ O |                                                                 |
| weitere Bilder | Steinkreuz in Fernabrünst              | Steinkreuz aus ziemlich hartem Sandstein, abgefasste Ecken. siehe auch: Sühnekreuze.de                                    | Sandstein | 150:100:30                    | Spätmittelalterlich | D-5-73-115-20 | Großhabersdorf / Fernabrünst     | 49° 23′ 43,2″ N, 10° 49′ 34,4″ O |                                                                 |
| weitere Bilder | Steinkreuz in Großhabersdorf           | Steinkreuz, auf Vorderseite ist eine Pflugschar zu erkennen, am oberen Kopfteil ein Loch. siehe auch: Sühnekreuze.de      | Sandstein | 100:80:28                     | Spätmittelalterlich | D-5-73-115-15 | Großhabersdorf / -               | 49° 24′ 3,2″ N, 10° 47′ 32,4″ O  |                                                                 |
| weitere Bilder | Steinkreuz in Schwaighausen (1)        | Steinkreuz, eingewachsen. siehe auch: Sühnekreuze.de                                                                      | Sandstein |                               | Spätmittelalterlich | D-5-73-115-25 | Großhabersdorf / Schwaighausen   | 49° 23′ 35,6″ N, 10° 47′ 1″ O    |                                                                 |
| weitere Bilder | Steinkreuz in Schwaighausen (2)        | Steinkreuz, eingewachsen. siehe auch: Sühnekreuze.de                                                                      | Sandstein |                               | Spätmittelalterlich | D-5-73-115-25 | Großhabersdorf / Schwaighausen   | 49° 23′ 35,6″ N, 10° 47′ 1″ O    |                                                                 |
|                | Steinkreuz bei Horbach                 | Steinkreuz. siehe auch: Sühnekreuze.de                                                                                    |           |                               |                     | D-5-73-120-74 | Langenzenn / Horbach             | 49° 29′ 35,9″ N, 10° 49′ 53,4″ O | Wurde als Baudenkmal gestrichen.                                |
|                | Steinkreuz in Langenzenn               | Steinkreuz. siehe auch: Sühnekreuze.de                                                                                    |           | 45:42:                        |                     | -             | Langenzenn / -                   | 49° 29′ 9″ N, 10° 49′ 0,4″ O     |                                                                 |
|                | Steinkreuz in Langenzenn (1)           | Steinkreuz mit unterschiedlich langen Armen. siehe auch: Sühnekreuze.de                                                   | Sandstein | 80:63:29                      | 15./16. Jahrhundert | D-5-73-120-68 | Langenzenn / -                   | 49° 29′ 37,7″ N, 10° 47′ 18,9″ O |                                                                 |
|                | Steinkreuz in Langenzenn (2)           | Steinkreuz, bis zu den Querbalken eingesunken. siehe auch: Sühnekreuze.de                                                 | Sandstein | 76:120:30                     | 15./16. Jahrhundert | D-5-73-120-68 | Langenzenn / -                   | 49° 29′ 37,8″ N, 10° 47′ 18,9″ O |                                                                 |
| weitere Bilder | Steinkreuz von Oberasbach              | Steinkreuz, ursprünglich auf dem Gelände der katholischen Pfarrei St. Johannes sichergestellt. siehe auch: Sühnekreuze.de | Sandstein | 87:80:31                      | Spätmittelalterlich | D-5-73-122-7  | Oberasbach                       | 49° 25′ 47,6″ N, 10° 57′ 27,2″ O |                                                                 |
| weitere Bilder | Schwedenkreuz in Großweismannsdorf (1) | Steinkreuz, bis zu den Armansätzen eingesunken. siehe auch: Sühnekreuze.de                                                | Sandstein | 64:92:45                      | Spätmittelalterlich | D-5-73-125-38 | Roßtal / Großweismannsdorf       | 49° 22′ 48,2″ N, 10° 56′ 12,3″ O |                                                                 |
| weitere Bilder | Schwedenkreuz in Großweismannsdorf (2) | Steinkreuz, Form eines Antoniuskreuzes. siehe auch: Sühnekreuze.de                                                        | Sandstein | 53:105:30                     | Spätmittelalterlich | D-5-73-125-38 | Roßtal / Großweismannsdorf       | 49° 22′ 48,2″ N, 10° 56′ 12,3″ O |                                                                 |
| weitere Bilder | Steinkreuz bei Buchschwabach (1)       | Gedenkstein mit Kreuzbekrönung. siehe auch: Sühnekreuze.de                                                                | Sandstein | 210:140:42                    | 1882                | -             | Roßtal / Buchschwabach           | 49° 21′ 59″ N, 10° 53′ 10,6″ O   |                                                                 |
|                | Steinkreuz bei Buchschwabach (2)       | Niederes Steinkreuz. siehe auch: Sühnekreuze.de                                                                           |           | 55:41:22                      |                     | -             | Roßtal / Buchschwabach           | 49° 21′ 32,7″ N, 10° 52′ 59,4″ O |                                                                 |
| weitere Bilder | Steinkreuz bei Weitersdorf             | Steinkreuz. siehe auch: Sühnekreuze.de                                                                                    | Sandstein | 105:80:30                     | Spätmittelalterlich | D-5-73-125-58 | Roßtal / Weitersdorf             | 49° 24′ 19,2″ N, 10° 54′ 58,2″ O |                                                                 |
| weitere Bilder | Steinkreuz in Neuses                   | Steinkreuz, sehr groß. siehe auch: Sühnekreuze.de                                                                         | Sandstein | 210:140:42                    | Spätmittelalterlich | D-5-73-125-45 | Roßtal / Neuses                  | 49° 24′ 48,9″ N, 10° 51′ 36,5″ O |                                                                 |
|                | Steinkreuz bei Wilhermsdorf            | Kleines Steinkreuz auf Sockel. siehe auch: Sühnekreuze.de                                                                 | Sandstein | 80:72:24                      | Spätmittelalterlich | D-5-73-133-35 | Wilhermsdorf / -                 | 49° 29′ 39,9″ N, 10° 43′ 29,7″ O |                                                                 |
| weitere Bilder | Steinkreuz in Weinzierlein             | Steinkreuz. siehe auch: Sühnekreuze.de                                                                                    | Sandstein |                               | Spätmittelalterlich | D-5-73-134-66 | Zirndorf / Weinzierlein          | 49° 25′ 21,5″ N, 10° 53′ 36,1″ O |                                                                 |

## Abgängige Steinkreuze
Diese Steinkreuze sind in der Literatur erwähnt aber bisher abgängig oder nicht mehr auffindbar.
- Steinkreuz in Meiersberg, Ortsteil von Wilhermsdorf.
- Steinkreuz südlich von Meiersberg.
- Steinkreuz in Großhabersdorf, westlicher Ausgang des Ortes.
- Steinkreuz nördlich von Keidenzell, Ortsteil von Langenzenn.
- Steinkreuz in Kirchfarrnbach, östlicher Ausgang des Ortes.
- Steinkreuz südwestlich Unterschlauersbach, Ortsteil von Großhabersdorf.